# Saint-Rémy, Calvados
Saint-Rémy là một xã ở tỉnh Calvados, thuộc vùng Normandie ở tây bắc nước Pháp.

## Dân số
| Năm | 1962 | 1968 | 1975  | 1982 | 1990 | 1999  |
| --- | ---- | ---- | ----- | ---- | ---- | ----- |
| Dân số | 887  | 981  | 1 012 | 969  | 993  | 1 066 |
| From the year 1962 on: No double counting—residents of multiple communes (e.g. students and military personnel) are counted only once. |      |      |       |      |      |       |